# Jean-Pierre Balpe
 (janvier 2025).
Jean-Pierre Balpe, né le 3 octobre 1942 à Mende, est un universitaire, poète et écrivain français.

## Parcours

### En poétique
Jean-Pierre Balpe, officier des Arts et des Lettres, est un écrivain et chercheur dans le domaine de la relation entre littérature et informatique. De 2006 à fin 2011, il a succédé à Henri Deluy, en tant que directeur de la Biennale internationale des poètes en Val-de-Marne (BIPVAL).
Outre ses livres, il a eu de nombreuses autres publications (poèmes, nouvelles, essais) dans des revues dont : Action poétique, Autrement, Æncrages & Co, Europe, Hors-Cadres, Journal de Royaumont, Traverses, Signes du présent, Miroir de la nouvelle, Correspondances, Nouvelle donne, La Mazarine, Le Temps stratégique, etc.
De 1974 à 2010, année où il a démissionné, il a été secrétaire général de la revue Action poétique.
Il a eu le Grand Prix Multimédia en 1999 de la SGDL pour le roman La Toile (éd. CYLIBRIS).

### Activités universitaires
Professeur de l'université Paris VIII de 1990 à 2005, il a été directeur du département hypermédia de l'université Paris VIII de 1990 à 2005. Il a été aussi codirecteur du Centre Interdisciplinaire de Recherches en Esthétiques Numériques (Paris 8- Ministère de la Culture, DAP) et cofondateur avec Maurice Benayoun du CITU (Création Interactive Transdisciplinaire Universitaire) qu'il a codirigé jusqu’en 2005. Il a dirigé le laboratoire Paragraphe de 1990 à 2004.
Il donne de nombreuses conférences internationales. Il a publié de nombreux ouvrages et articles dédiés à l'hypermédia, à la génération de texte et la création numérique.

### Activités artistiques
Il a été responsable de la partie textuelle de l'exposition les Immatériaux, Centre Georges-Pompidou, 1984-1985
Il a été conseiller auprès de la Bibliothèque publique d'information pour l'exposition Mémoires du futur, 1987-1988.

## Ouvrages

### Poésie
- Naissance de l'aube, Mic Berthe, 1966.
- Tarap, Ecbolade, 1972.
- Rébus sous forme d'un puzzle de 30 poèmes, Millas-Martin, 1973.
- Bleus, Action poétique, 1985.
- Car dans les mouvements… Æncrages & Co, 1986.
- Le Silence, Action poétique, 1990.
- Adaptation de l'anthologie consacrée au poète ouzbek Navoï, éd. La Différence, Paris, 1991.
- Poèmes d'amour par ordinateur, éd. IMA-Press, Moscou, 1991.
- Adaptation d'un choix de textes du poète russe Annenski, éd. La Différence, Paris, 1993.
- Adaptation d'un choix de textes du poète ouzbek Machrab, Le vagabond flamboyant, éd. Gallimard, Paris, 1993.
- Le poète aveugle 103-107, éd. de la Porte, 1998.
- Cent un poèmes du poète aveugle, éditions Farrago, 2000.
- Capture, generative netrock, Centre des arts d'Enghien-les-Bains, avril 2014

### Adaptations, traductions
- Navoï, La Différence
- Anensky, La Différence
- Machrab, le vagabond flamboyant, Gallimard
- Poésies ouzbèques 1 et 2, Le Sandre

### Romans
- La toile, éditions Cylibris, 1999 (Grand Prix SGDL 1999)
- Mail-roman, publication par internet, 2001
- La disparition du Général Proust, hyperfiction internet se déroulant sur une vingtaine de sites différents, en cours depuis 2006
- L'herbier, éditions Gallimard (Le promeneur), 2009
- Histoires ordinaires, édition numérique Booxmaker, 2012

### Essais
- Initiation à la génération de textes en langue naturelle, éd. Eyrolles, 1986
- Hyperdocuments, éd. Eyrolles, 1990
- Contextes de l’art numérique, éd. Hermés, 2000

### Livres d'artiste
- Interdit aux moins de 16 ans, avec le peintre Jean-Blaise Evequoz, Sion, Suisse, 2000
- Herbarius 2059, avec le plasticien Miguel Chevalier, 2014

## Autres activités
- Logiciel d'écriture poétique, premier prix du concours création artistique et informatique, section littérature, Agence de l'informatique/Antenne 2, 1981.
- Logiciels d'écriture automatique et d'écriture interactive pour l'exposition les immatériaux, centre Georges-Pompidou, mars-juillet 1985.
- Logiciel d'écriture interactive de textes de fiction sur le roman rose pour l'exposition Mémoires du futur, centre Georges-Pompidou, 1987-1988.

## Distinctions
- Officier de l'ordre des Arts et des Lettres